# Héctor Garza
 (mai 2013).
Pour les articles homonymes, voir Garza et Solano.
Héctor Solano Segura (né le 12 juin 1969 à Monterrey et mort le 26 mai 2013 dans la même ville), plus connu sous le nom de ring d'Héctor Garza  est un catcheur (lutteur professionnel) mexicain. Il est principalement connu pour son travail au Consejo Mundial de Lucha Libre et à l'Asistencia Asesoría y Administración.
Il est le fils du catcheur Humberto Garza et le frère d'Humberto Garza, Jr. et commence sa carrière de catcheur en 1992 au Consejo Mundial de Lucha Libre (CMLL) avant d'aller à l'Asistencia Asesoría y Administración (AAA). Il remporte notamment vainqueur au CMLL du Torneo Gran Alternativa en 1994 avec Negro Casas et en 2010 avec Polvora. En plus de cela, il est quintuple champion du monde des trios du CMLL, triple champion du monde par équipes du CMLL et a détenu une fois le championnat du monde poids lourd du CMLL.
Il meurt le 26 mai 2013 des suites d'un cancer du poumon.

## Jeunesse
Héctor Solano Segura est le fils du catcheur Humberto Garza, un célèbre catcheur mexicain des années 1950 jusqu'au années 1970. Son oncle maternel Mario Segura est lui aussi catcheur. Il a un frère aîné qui est lui aussi catcheur sous le nom d'Humberto Garza Jr.. 

## Carrière de catcheur

### Débuts etConsejo Mundial de Lucha Libre(1992-1996)
Héctor Solano Segura s'entraîne auprès de son oncle Mario Segura. Il commence sa carrière dans une fédération de catch de Monterrey en décembre 1992.
Il commence à être mis en valeur en 1996 et remporte le championnat du monde des trios du CMLL avec Dos Caras (en) et La Fiera (en) le 22 mars en battant Bestia Salvaje, Emilio Charles Jr. et Sangre Chicana,. Il quitte le CMLL et le trio rend leur titre vacant.

### Asistencia Asesoría y Administración(1996-2004)
Garza commence à travailler pour l'Asistencia Asesoría y Administración (AAA) fin 1996 et est un des catcheurs qui part aux États-Unis lutter à la World Wrestling Federation (WWF) dans le cadre d'un accord entre les deux fédérations. Il fait son premier combat télévisé à la WWF le 12 janvier 1997 lors de WWF Superstars (en) où il bat TL Hooper (en).

### Consejo Mundial de Lucha Libre (2005-2011)
Le 12 août 2011, il bat Último Guerrero et remporte le CMLL World Heavyweight Championship.

## Palmarès
- Asistencia Asesoría y Administración (AAA)
  - Tournoi pour désigner le challenger pour le championnat Campeon de Campeones de la AAA (en)[10]